# Camping Club de France
Der Camping Club de France (CCDF) mit Sitz in Paris, ging im Jahr 1910 aus dem Zusammenschluss des Camping Club Français und der Campeurs de France hervor und nimmt damit die Stellung des Wegbereiters unter den französischen Camping-Fachverbänden ein. Er besitzt elf eigene Campingplätze und verwaltet neun weitere. 
Der CCDF organisierte seine erste Camping-Rallye im Jahr 1912 im Wald von Compiègne und öffnete seinen ersten Campingplatz im Jahr 1926 im Wald von Meudon. Er trug durch zahlreiche Publikationen wie den Campingführer Le Guide des Camps Organisés, das Nachschlagewerk Le Manuel du Camping und die Campingzeitschrift La Clairière nennenswert zur Entwicklung des Campingwesens bei und förderte die Qualität des Campingzubehörs durch die innerhalb des Clubs gegründete technische Kommission zur Verleihung eines Labels an Hersteller.  
Bedeutung kommt dem Camping Club de France als maßgeblichem Gründungsmitglied mehrerer Dachverbände zu, wie beispielsweise der 1933 entstandenen, heute Fédération Internationale de Camping et de Caravaning (FICC) genannten internationalen Dachorganisation, des 1938 als Union française des associations de camping (UFAC) gegründeten, 1952 in Fédération francaise de Camping et de Caravaning (FFCC) umbenannten französischen Dachverbandes, und der im Jahr 1947 ins Leben gerufenen Fédération française de la randonnée pédestre (FFRandonnée). Er ist der Alliance Internationale de Tourisme (AIT) angeschlossen.